# ک
الكاف المُعراة ک حرف من الحروف الإضافية في الأبجدية العربية. يضاف هذا الحرف إلى الأبجدية العربية لترجمة بعض الأحرف الأجنبية ترجمة صوتية. نادر استعمالها في العربية. تسمى کاف بالفارسية والبشتوية [kɒ:f] والأردو وكردية [kɑ:f] وکي [kʰi:] بالسندية. تخالف الكاف المشكولة (ك) في ط رسمها عند نهاية الكلمة، فالكاف المشكولة ترسم مثل لام مزواة تتوسطها كاف صغيرة للتمييز، فيما ترسم الكاف المعراة بصورة عادية في جميع أحوالها ك

## تاريخ
كانت الكاف بالخط الكوفي تكتب بصورة مبسوطة أقرب إلى شكل الدال وأعرض منها، ثم أخذ شكلها يلين مع تبدل الخط العربي حتى خشي أن تلتبس صورتها بصورة اللام فجعلت كاف صغيرة وسطها.

## الكتابة
| الموقع من الكلمة: | معزول | بدائي | وسطي | نهائي |
| ----------------- | ----- | ----- | ---- | ----- |
| شكل الحرف:        | ک     | کـ    | ـکـ  | ـک    |